# 20559 Sheridanlamp
A 20559 Sheridanlamp (ideiglenes jelöléssel 1999 RJ118) a Naprendszer kisbolygóövében található aszteroida. A LINEAR projekt keretében fedezték fel 1999. szeptember 9-én.